# Барыково (Кашинский район)
Барыково — деревня в Кашинском городском округе Тверской области России. 

## География
Деревня находится в 15 км на юг от города Кашина.

## История
В 1781 году в селе Карцево была построена каменная Воскресенская церковь с 3 престолами, метрические книги с 1780 года. 
В конце XIX — начале XX века село входило в состав Тиволинской волости Кашинского уезда Тверской губернии. В 1889 году в селе было 90 дворов, овчинное, сапожное заведения, 2 ветряка, 2 маслобойни, мелочная лавка, хлебный магазин, пожарный сарай, промыслы: сапожный, портняжный, плотницкий, огородничество, пчеловодство. 
С 1929 года деревня являлась центром Барыковского сельсовета Кашинского района Кимрского округа Московской области, с 1935 года — в составе Калининской области, с 1994 года — центр Барыковского сельского округа, с 2005 года — центр Барыковского сельского поселения, с 2018 года — в составе Кашинского городского округа.
В годы советской власти в деревне располагалось правление колхоза "Красный восход".

## Население
| 1859 | 1889 | 1997 | 2002 | 2010 |
| ---- | ---- | ---- | ---- | ---- |
| 429  | ↗589 | ↘305 | ↘249 | ↗260 |

## Инфраструктура
В деревне имеются Барыковский филиал СОШ № 3 города Кашина, детский сад, офис врача общей практики, дом культуры, отделение почтовой связи.